# Conseslus Kipruto
Conseslus Kipruto (ur. 8 grudnia 1994 w Eldoret) – kenijski lekkoatleta, specjalizujący się w biegach długich.
W 2011 został mistrzem świata juniorów młodszych w biegu na 2000 metrów z przeszkodami. Rok później został mistrzem świata juniorów na 3000 metrów z przeszkodami. Srebrny medalista mistrzostw świata w biegach przełajowych w drużynie juniorów z 2013. Wicemistrz świata na dystansie 3000 metrów z przeszkodami (2013). Zwycięzca łącznej punktacji Diamentowej Ligi 2013 w biegu na 3000 metrów z przeszkodami. Dwa lata później w Pekinie wywalczył wicemistrzostwo świata. Złoty medalista igrzysk olimpijskich w Rio de Janeiro (2016). Rok później sięgnął po złoto mistrzostw świata w Londynie. Dwa lata później w Doha obronił tytuł mistrzowski.

## Osiągnięcia
| Rok  | Impreza                                   | Miejsce         | Konkurencja                   | Pozycja    | Wynik   |
| ---- | ----------------------------------------- | --------------- | ----------------------------- | ---------- | ------- |
| 2011 | Mistrzostwa świata juniorów młodszych     | Lille Metropole | bieg na 2000 m z przeszkodami | 1. miejsce | 5:28,65 |
| 2012 | Mistrzostwa świata juniorów               | Barcelona       | bieg na 3000 m z przeszkodami | 1. miejsce | 8:06,10 |
| 2013 | Mistrzostwa świata w biegach przełajowych | Bydgoszcz       | bieg juniorów                 | 5. miejsce | 21:40   |
| 2013 | Mistrzostwa świata w biegach przełajowych | Bydgoszcz       | drużyna juniorów              | 2. miejsce |         |
| 2013 | Mistrzostwa świata                        | Moskwa          | bieg na 3000 m z przeszkodami | 2. miejsce | 8:06,27 |
| 2015 | Mistrzostwa świata                        | Pekin           | bieg na 3000 m z przeszkodami | 2. miejsce | 8:12,38 |
| 2016 | Igrzyska olimpijskie                      | Rio de Janeiro  | bieg na 3000 m z przeszkodami | 1. miejsce | 8:03,28 |
| 2017 | Mistrzostwa świata                        | Londyn          | bieg na 3000 m z przeszkodami | 1. miejsce | 8:14,12 |
| 2018 | Igrzyska Wspólnoty Narodów                | Gold Coast      | bieg na 3000 m z przeszkodami | 1. miejsce | 8:10,08 |
| 2018 | Mistrzostwa Afryki                        | Asaba           | bieg na 3000 m z przeszkodami | 1. miejsce | 8:26,38 |
| 2018 | Puchar interkontynentalny                 | Ostrawa         | bieg na 3000 m z przeszkodami | 1. miejsce | 8:22,55 |
| 2019 | Igrzyska afrykańskie                      | Rabat           | bieg na 3000 m z przeszkodami | –          | DNF     |
| 2019 | Mistrzostwa świata                        | Doha            | bieg na 3000 m z przeszkodami | 1. miejsce | 8:01,35 |
| 2019 | Mistrzostwa świata w biegach przełajowych | Aarhus          | drużyna mieszana              | 3. miejsce | 26:29   |
| 2022 | Mistrzostwa świata                        | Eugene          | bieg na 3000 m z przeszkodami | 3. miejsce | 8:27,92 |
| 2022 | Igrzyska Wspólnoty Narodów                | Birmingham      | bieg na 3000 m z przeszkodami | 6. miejsce | 8:34,96 |

## Rekordy olimpijskie
- bieg na 3000 metrów z przeszkodami – 8:03,28 (17 sierpnia 2016, Rio de Janeiro)

## Rekordy życiowe
- bieg na 1000 metrów – 2:19,85 (22 lipca 2012, Dillingen)
- bieg na 3000 metrów – 7:44,09 (9 września 2012, Rieti)
- bieg na 2000 metrów z przeszkodami – 5:28,65 (8 lipca 2011, Lille)
- bieg na 3000 metrów z przeszkodami – 8:00,12 (5 czerwca 2016, Birmingham)